# 抚远镇
抚远镇，是中华人民共和国黑龙江省佳木斯市抚远市下辖的一个乡镇级行政单位。

## 行政区划
抚远镇下辖以下地区：
西山社区、临江社区、新兴社区、中心社区、城南社区、新建社区、红光赫哲族村、河西村、石头卧子队和亮子队。

## 交通
抚远站：前抚铁路的终点站。被称为“东方第一站”。该站被一望无际的白桦林环绕。